# هيلين سكوت
هيلين سكوت (بالإنجليزية: Helen Scott) هي دراجة بريطانية، ولدت في 25 يوليو 1990 في Halesowen ‏ في المملكة المتحدة.

## روابط خارجية
- هيلين سكوت على موقع أرشيف الدراجات (الإنجليزية)
- هيلين سكوت على موقع Paralympic.org (الإنجليزية)
- هيلين سكوت على موقع اللجنة البارالمبية البريطانية (الإنجليزية)
- هيلين سكوت على موقع اتحاد ألعاب الكومنولث (مؤرشف) (الإنجليزية)
- هيلين سكوت على موقع دورة ألعاب الكومنولث 2014 (مؤرشف) (الإنجليزية)